# Saulxures (Haute-Marne)
Pour les articles homonymes, voir Saulxures.
Saulxures est une commune française située dans le département de la Haute-Marne, en région Grand Est.
Après avoir été fusionnée avec huit autres communes en 1972 pour former la commune du Val-de-Meuse (devenue Val-de-Meuse en 1974), elle est rétablie le 1er janvier 2012.

## Géographie

### Localisation
Saulxures est à 10,5 km au sud-est de Montigny-le-Roi.

### Communes limitrophes
| Avrecourt    | Dammartin-sur-Meuse | Le Châtelet-sur-Meuse |
|              | Saulxures           |                       |
| Rançonnières |                     | Vicq                  |

### Hydrographie
La commune est traversée par la ligne de partage des eaux entre les bassins versants de la Meuse et de la Saône au sein respectivement du bassin Rhin-Meuse et du bassin Rhône-Méditerranée-Corse. Elle est drainée par la Petite Amance, le ruisseau du Moreux, le ruisseau d'Avrecourt et le ruisseau du Pre du Chene,.
La Petite-Amance, d'une longueur de 19 km, prend sa source dans la commune  et se jette  dans l'Amance à Bize, après avoir traversé neuf communes. 

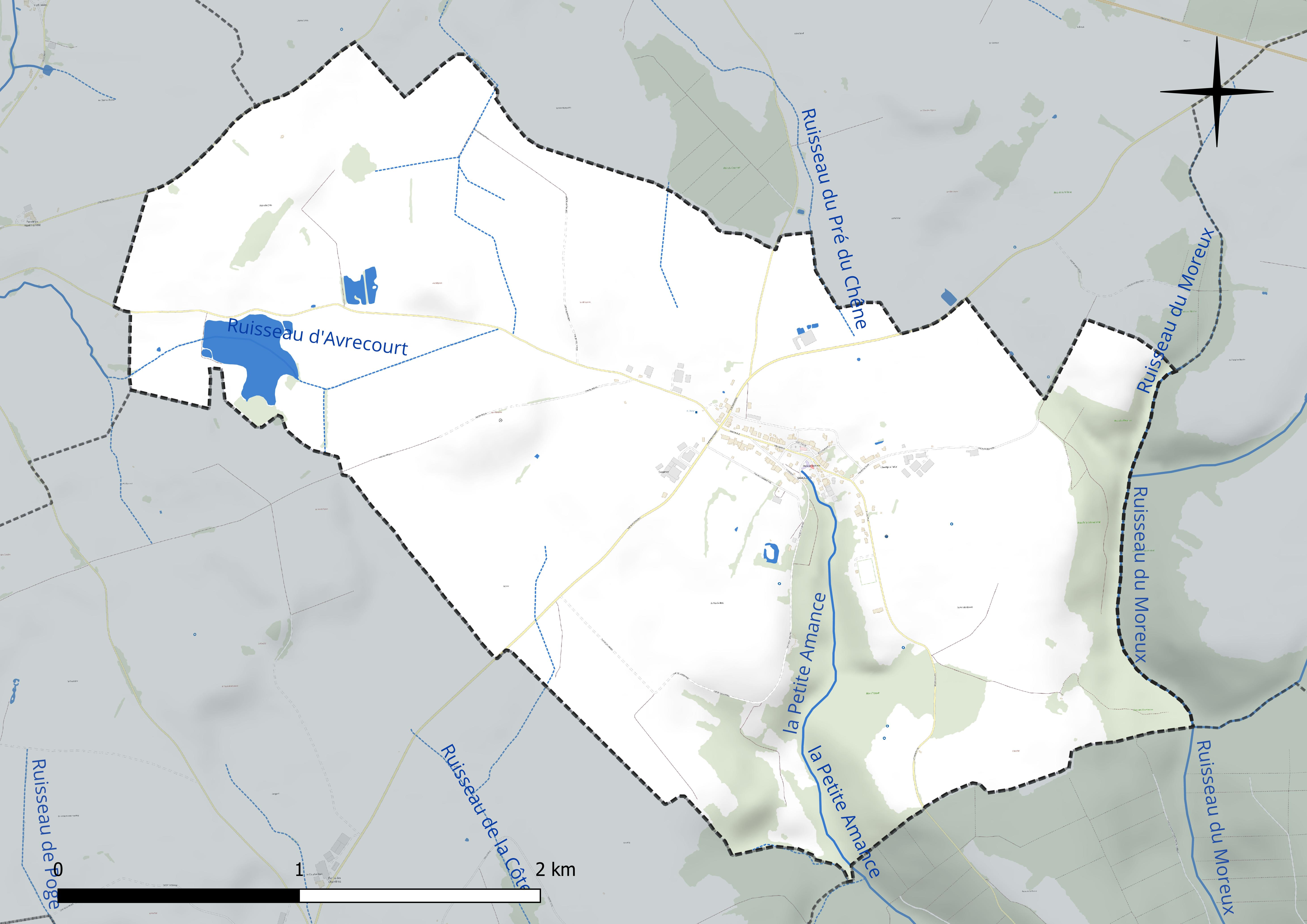
Réseau hydrographique de Saulxures.

## Urbanisme

### Typologie
Au 1er janvier 2024, Saulxures est catégorisée commune rurale à habitat dispersé, selon la nouvelle grille communale de densité à sept niveaux définie par l'Insee en 2022.
Elle est située hors unité urbaine et hors attraction des villes,.

### Occupation des sols
L'occupation des sols de la commune, telle qu'elle ressort de la base de données européenne d’occupation biophysique des sols Corine Land Cover (CLC), est marquée par l'importance des territoires agricoles (84,3 % en 2018), une proportion identique à celle de 1990 (84,3 %). La répartition détaillée en 2018 est la suivante : 
prairies (57,7 %), terres arables (26,6 %), forêts (11,9 %), zones urbanisées (3,8 %). L'évolution de l’occupation des sols de la commune et de ses infrastructures peut être observée sur les différentes représentations cartographiques du territoire : la carte de Cassini (XVIIIe siècle), la carte d'état-major (1820-1866) et les cartes ou photos aériennes de l'IGN pour la période actuelle (1950 à aujourd'hui).

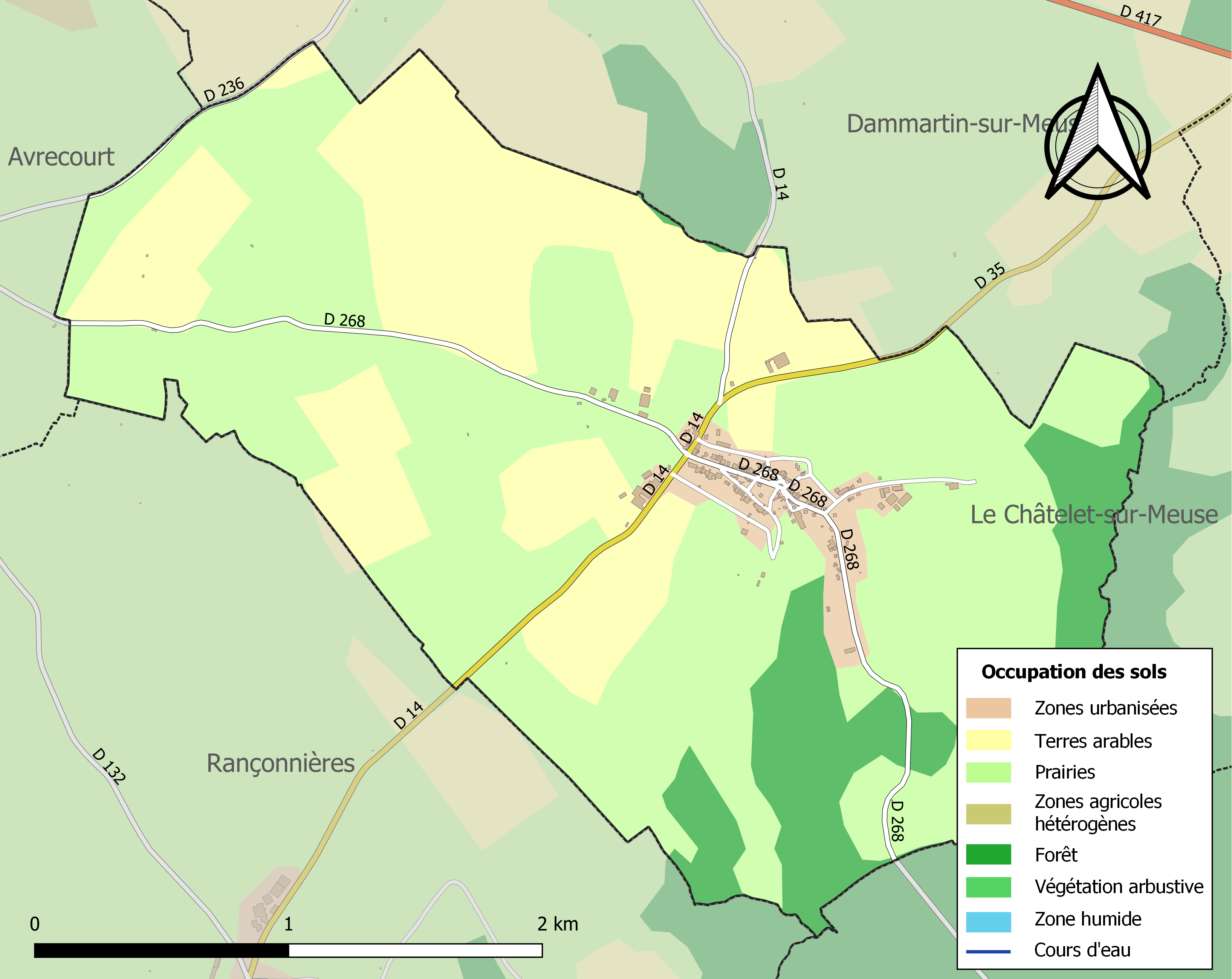
Carte des infrastructures et de l'occupation des sols de la commune en 2018 (CLC).

## Toponymie
Issu de salsus ou de salsa, dérivé de sel. Le vieux haut germanique employait sulza pour désigner l'eau salée. Les sources et les mines de sel gemme ont donné les toponymes Saulxures, pluriel du latin salsura « salage, saumure » qui avait dû prendre le sens de « source salée, mine de sel gemme ».

## Histoire
Après avoir disparu en 1972, la commune est rétablie le 1er janvier 2012.

## Politique et administration

### Liste des maires
| Période                                  | Période  | Identité               | Étiquette | Qualité |
| ---------------------------------------- | -------- | ---------------------- | --------- | ------- |
| Les données manquantes sont à compléter. |          |                        |           |         |
|                                          | 2005     | André Bruno            |           |         |
| 2005                                     | 2012     | Paul Saunier           |           |         |
| 10 février 2012                          | 2020     | Jean-Pierre Dupuy      |           |         |
| 2020                                     | En cours | Anne-Françoise Crevisy |           |         |

## Population et société

### Démographie
L'évolution du nombre d'habitants est connue à travers les recensements de la population effectués dans la commune depuis 1793. Pour les communes de moins de 10 000 habitants, une enquête de recensement portant sur toute la population est réalisée tous les cinq ans, les populations de référence des années intermédiaires étant quant à elles estimées par interpolation ou extrapolation. Pour la commune, le premier recensement exhaustif entrant dans le cadre du nouveau dispositif a été réalisé en 2017.

En 2022, la commune comptait 134 habitants, en évolution de +4,69 % par rapport à 2016 (Haute-Marne : −4,62 %, France hors Mayotte : +2,11 %).
| 1793 | 1800 | 1806 | 1821 | 1831 | 1836 | 1841 | 1846 | 1851 |
| ---- | ---- | ---- | ---- | ---- | ---- | ---- | ---- | ---- |
| 429  | 472  | 507  | 371  | 428  | 428  | 412  | 412  | 417  |

| 1856 | 1861 | 1866 | 1872 | 1876 | 1881 | 1886 | 1891 | 1896 |
| ---- | ---- | ---- | ---- | ---- | ---- | ---- | ---- | ---- |
| 397  | 391  | 416  | 394  | 360  | 329  | 301  | 298  | 288  |

| 1901 | 1906 | 1911 | 1921 | 1926 | 1931 | 1936 | 1946 | 1954 |
| ---- | ---- | ---- | ---- | ---- | ---- | ---- | ---- | ---- |
| 287  | 254  | 235  | 206  | 197  | 196  | 192  | 185  | 177  |

| 1962 | 1968 | 1975 | 1982 | 1990 | 1999 | 2006 | 2010 | 2011 |
| ---- | ---- | ---- | ---- | ---- | ---- | ---- | ---- | ---- |
| 181  | 157  | 127  | 139  | 135  | 134  | 125  | 126  | 127  |

| 2012 | 2013 | 2014 | 2015 | 2016 | 2017 | 2022 | - | - |
| ---- | ---- | ---- | ---- | ---- | ---- | ---- | - | - |
| 127  | 129  | 129  | 129  | 128  | 128  | 134  | - | - |

## Économie
- Exploitations agricoles de bovins et ovins.
- Fromagerie Schertenleib.
- Centre équestre.
- Gites

## Culture locale et patrimoine

### Lieux et monuments
- Une « colonne brisée », stèle érigée en mémoire d’un habitant du village mortellement blessé en septembre 1944.
- l'église Saint-Jacques.